# توماس ان. شرات
توماس ان. شرات (انگلیسی: Thomas N. Sherratt؛ زادهٔ ۱ ژانویهٔ ۱۹۵۰) بوم‌شناس، و پژوهشگر است. استاد بوم‌شناسی فرگشتی در دانشگاه کارلتون، کانادا است.